# Le Chant des Stryges
Le Chant des Stryges est une série de bande dessinée fantastique publiée à partir de la fin du XXe siècle et qui fait référence à une créature mythologique, la stryge.

## Auteurs
- Scénario : Éric Corbeyran
- Dessins : Richard Guérineau
- Couleurs : Isabelle Merlet (tomes 1 à 4), Ruby (tomes 5 à 8), Christian Favrelle (tomes 9 et 10), Raphaël Hédon (tomes 11 et 12), Luca Malisan (tomes 13 et 14), Dimitri Fogolin (tomes 15 à 18)

## Synopsis
Le 29 avril 1997, Kevin Nivek, responsable de la sécurité du président des États-Unis, est renvoyé après une tentative d'assassinat manquée sur son patron. Persuadé de n'être qu'un bouc émissaire dans cette affaire, il décide de mener discrètement l'enquête de son côté.
Au-delà de ce qu'il croit être une affaire de complot au sein des différents services d'espionnage américains, il découvre une réalité bien plus complexe. En effet il rencontre une mystérieuse et redoutable jeune femme brune qui travaille pour une organisation secrète, ainsi qu'une créature inconnue, un Stryge, sorte de surhomme ailé, qui semble indestructible. Il apprend que depuis des siècles, dans l'ombre, les Stryges influencent la destinée humaine en corrompant les puissants ou en rendant amnésiques les témoins accidentels.

## Analyse
Cette série croise les codes du polar et du fantastique. À partir du tome 8 (Défis), elle a été compartimentée rétroactivement en « saisons » de 6 tomes et comporte en 2011 trois cycles séparés par quelques années d'intervalle.

## Les personnages
- Kevin Nivek : chef du service de protection rapprochée du président, il est renvoyé après une tentative d'assassinat manquée et décide de mener l'enquête de son côté sur les Stryges.

- Melinda Chapman : médecin légiste, ex petite amie de Kevin Nivek ; elle autopsie la créature retrouvée après l'attentat. Pour être entrée en contact direct avec un Stryge, elle est sujette à des crises de délire.

- Debrah Faith : une des « ombres » de Crandl, elle a visiblement reçu un entraînement d'agent secret et travaille pour une organisation secrète qui ne relève pas du gouvernement. Nivek la croise dans son enquête sans savoir si elle est amie ou ennemie.

- Joshua Runnels : spécialiste des Stryges et mentor de Kevin, dont il a été le professeur à la fac.

- Graham Gallagher : médium, ami de Joshua Runnels, il n'avait plus revu ce dernier depuis plusieurs années, depuis l'abandon des recherches par Joshua après le suicide de sa femme.

- Sandor G. Weltman[1] : mystérieux homme d'affaires milliardaire que personne n'a jamais rencontré. Il dirige une autre organisation secrète ; son pouvoir lui vient de sa connivence avec les Stryges.

## Albums
Saison 1
1. Ombres (1997)
2. Pièges (1998)
3. Emprises (1999)[2]
4. Expériences (2000)
5. Vestiges (2001)
6. Existences (2002)[3]

Saison 2
1. Rencontres (2003)
2. Défis (2004)
3. Révélations (2005)
4. Manipulations (2006)
5. Cellules (2007)
6. Chutes (2008)

Saison 3
1. Pouvoirs (2010)
2. Enlèvements (2011)
3. Hybrides (2013)
4. Exécutions (2014)
5. Réalités (2016)
6. Mythes (2018)

## Publication

### Éditeur
- Delcourt (collection « Machination ») : tomes 1 à 18.

## Produits dérivés
Deux statuettes ont été réalisées par Dominique Mufraggi pour Figures & vous :
- Le Stryge (hauteur 25 cm, tirage 750 exemplaires, 2006)
- Debrah Faith (hauteur 30 cm, tirage 399 exemplaires, 2007)

Un album hors série, Les Stryges : mythes et réalité, a été publié en coédition avec le réseau de libraires Canal BD en mai 2001.